# Хуфці
Хуфці (самоназва хуфідж) — один з памірських народів в Рушанському районі Гірно-Бадахшанської автономної області Таджикистану. Живуть у селищах Хуф і Пастхуф в ущелині правої притоки річки П'яндж.
Деякими дослідниками хуфська мова розглядається як діалект Рушанської мови. За переписом 1989, в Таджикистані було 1 500 хуфців.